# Pseudicius vesporum
Pseudicius vesporum är en spindelart som beskrevs av Prószynski 1992. Pseudicius vesporum ingår i släktet Pseudicius och familjen hoppspindlar. Inga underarter finns listade i Catalogue of Life.